# Spindasis fracta
Spindasis fracta är en fjärilsart som beskrevs av Henry Stempffer 1948. Spindasis fracta ingår i släktet Spindasis och familjen juvelvingar. Inga underarter finns listade i Catalogue of Life.